# Троице-Георгиевский монастырь (Сочи)
Тро́ице-Гео́ргиевский монасты́рь — православная миссионерская женская обитель в селе Лесном Адлерского района города Сочи, Краснодарский край, Россия.

## История
Открыт 10 августа 1999 года, при игумении Анастасии (Михалко) на территории бывшей базы отдыха Адлерского завода железобетонных изделий. Монастырь является преемником имени и традиций упразднённого Советской властью Свято-Троицкого мужского монастыря. До сих пор существует остановка на маршруте Красная Поляна — «Монастырь», а так же фундамент бывшего монастырского храма. Рождество Христово 2013 года насельницы и прихожане монастыря встретили вместе с президентом России Владимиром Путиным, посетившим обитель. Монастырь относится к Сочинской епархии РПЦ настоятельница монастыря игумения Дросида (Сорокопуд).

## Храмы
- Храм во имя Святого Великомученика Уара. Ему молятся за некрещёных — как живых, так и умерших. Также молятся о тех, кто отступил от веры.
- Храм Иконы Богоматери «Утоли Моя Печали» с резным иконостасом из липы;
- Храм в честь иконы «Песчанской Божией Матери» (2 этаж). Здесь президент молился в Рождественскую ночь 2013 г.
- Храм в честь иконы Божией Матери «Семистрельная» с фарфоровым иконостасом[7].